# Ezequiel Ávila
Ezequiel Ávila (castellà: Chimy Ávila)  (Rosario, 6 de febrer de 1994) és un futbolista professional argentí que juga com a davanter pel Real Betis Balompie.